# Самюел Бьорк
Фруде Сандер Йойен (на норвежки: Frode Sander Øien) е съвременен норвежки музикант и писател на криминални романи. Пише под псевдонима Самюел Бьорк (на норвежки: Samuel Bjørk).

## Биография и творчество
Роден е на 12 май 1969 година в Тронхайм, Норвегия.
Първият му и най-популярен криминален роман е „Пътувам сама“ (2013), издаден и на български език (ИК Емас, 2017).

## Произведения

### Серия „Холгер Мунк и Миа Крюгер“ (Holger Munch and Mia Kruger)
1. Det henger en engel alene i skogen (2013)
Пътувам сама, изд.: „Емас“, София (2017), прев. Мария Стоева
2. Uglen (2015)
Совата, изд. „Емас“ (2018), прев. Мария Стоева
3. Gutten som elsket rådyr (2018)
Момчето в снега, изд. „Емас“ (2020), прев. Мария Стоева
4. Ulven (2021)
По-бяла от сняг, изд. „Емас“ (2022), прев. Ева Кънева
5. Hitra (2023)
Островът с враните, изд. „Емас“ (2024), прев. Ева Кънева

### Други
- Fantastiske Pepsi Love (2001)
- Speed til frokost (2009)